# Love&Ballad Selection
『Love&Ballad Selection』（ラブ アンド バラッド セレクション）は、柴咲コウの4枚目のベストアルバム（Best Special Box含む）。

## 概要
ベストアルバムとしては、2008年の『Single Best』及び『The Back Best』より、約2年振りとなる。
2003年から2010年迄に発表された楽曲から選ばれており、そのうち、2ndシングル「月のしずく」、6thシングル「かたち あるもの」の2曲は新たにボーカルを新録音し直されて収録されている。

## 収録曲
1. intro. 〜予感〜
2. ホントだよ
20thシングル
アルバム初収録
3. one's heart
10thシングル「invitation」のカップリング
4. 最愛 (Long Ver.)
KOH+名義
17thシングル
5. Interlude 1
6. かたち あるもの (Album Ver.)
6thシングルの新録音
7. ひと恋めぐり
13thシングル
8. Sweet Mom
8thシングル
9. Interlude 2
10. 小さな部屋
ベストアルバム『The Back Best』収録曲
11. 影
9thシングル
12. 月のしずく(Album Ver.)
RUI名義
2ndシングルの新録音
13. 遺.
20thシングル「ホントだよ」のカップリング
アルバム初収録
14. 百年後
4thアルバム『Love Paranoia』収録曲
15. Interlude 3
16. mizu-umi 〜みずのこたえ〜
新曲
17. with you
新曲
18. Ray
lego big morlのカバー
19. 人魚
NOKKOのカバー
20. outro.

### 初回限定盤DVD
1. Kou Shibasaki Live Tour 2010 〜ラブ☆パラ〜 ご当地映像 Special VJ
2. ホントだよ Music Video